# Arantza Toledo
Arantza Toledo Espinilla (26 de agosto de 1999) es una deportista española que compite en piragüismo en la modalidad de maratón. Ganó una medalla de bronce en el Campeonato Mundial de Piragüismo en Maratón de 2019 y dos medallas en el Campeonato Europeo de Piragüismo en Maratón, bronce en 2022 y oro en 2024.

## Palmarés internacional
| Campeonato Mundial | Campeonato Mundial    | Campeonato Mundial | Campeonato Mundial |
| Año                | Lugar                 | Medalla            | Competición        |
| ------------------ | --------------------- | ------------------ | ------------------ |
| 2019               | Shaoxing (China)      | Medalla de bronce  | K2                 |
| Campeonato Europeo |                       |                    |                    |
| Año                | Lugar                 | Medalla            | Competición        |
| 2022               | Silkeborg (Dinamarca) | Medalla de bronce  | K2                 |
| 2024               | Poznań (Polonia)      | Medalla de oro     | K2                 |